# Vallada Agordina

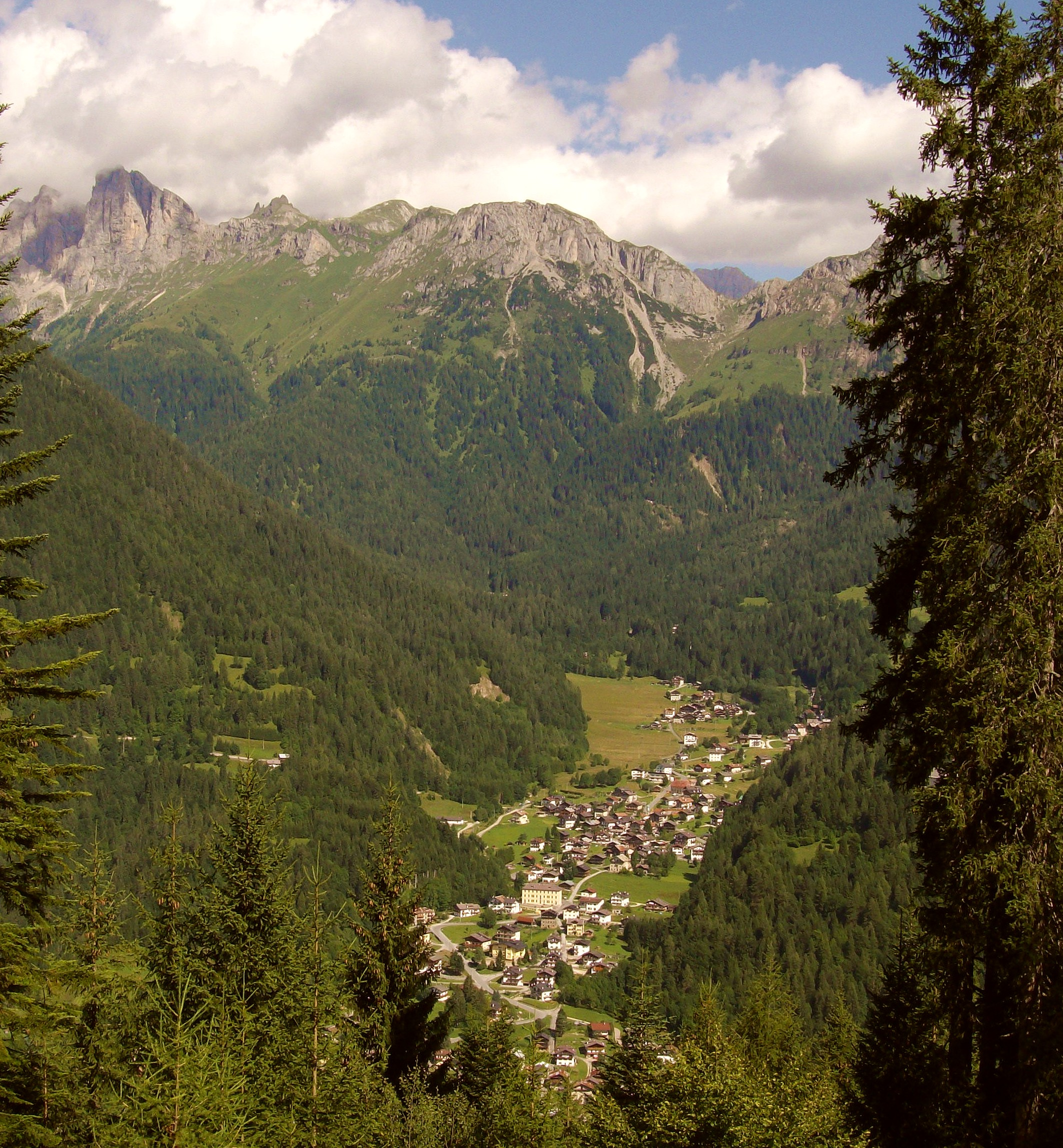
Vallada Agordina

Vallada Agordina (ladinisch La Valada) ist eine Gemeinde (comune) mit 456 Einwohnern (Stand 31. Dezember 2023) in der Provinz Belluno in der italienischen Region Venetien. Vallada Agordina besteht aus den Dörfern Mas, Celat, Sachet, Andrich, Toffol (ladinisch Tofol), Piaz und Cogul und liegt im Tal des Flusses Bióis an der Strada provinciale (Provinzstraße) SP346, etwa 110 km nordwestlich von Venedig, 35 km nordwestlich von Belluno und 40 km südöstlich von Bozen.
Das Gesetz 482/1999 hat die Gemeinden des Agordino als ein Gebiet mit ladinischer Minderheit anerkannt.
Die Bevölkerung nimmt seit den 1920er Jahren beständig ab und lag im Dezember 2010 bei 515 Einwohnern. Der Tourismus spielt im Gegensatz zu den benachbarten Gemeinden und Dörfern nur eine sehr untergeordnete Rolle, obwohl durch die gute Verkehrsanbindung (Dolomiti-Bus) ein direkter Zugang zu den angrenzenden Skisportgebieten besteht.
Bedeutung erlangt Vallada Agordina in gewissem Maße durch seine Geschichte und Architektur. Die Gemeinde ist durch seine ladinische Kultur und Traditionen geprägt. Charakteristisch sind die zahlreichen alten Heustadeln (ladinisch: tabiai). Neben erhaltenen Wohnhäusern aus dem 17. Jahrhundert gibt es eine Reihe von Kirchen:
- San Simon, als bedeutendstes Bauwerk. San Simon wurde am Standort einer einfachen Kapelle aus dem 8. Jahrhundert erbaut. Eine Kirche wurde an dieser Stelle bereits im Jahr 1185 erwähnt. Die Kirche wurde, wahrscheinlich 1549, von Paris Bordone mit Fresken ausgemalt.
- San Rocco (Celat)
- Sacro Cuore (Sachet)
- San Giuseppe (Andrich)
- Santa Lucia (Cogul)
- San Antonio Abate (Mas)

## Kultur
Aktiv sind in der Val Biois die Union ladina Val Biois und der Gruppo Folk Val Biois, die sich für die Erhaltung der ladinischen Sprache und Kultur einsetzen.
Zudem macht sich auch der Tiroler Einfluss bemerkbar, da das ganze Tal direkt an das historische Tirol grenzt und auch eine Zeit lang zu Österreich gehört hat.
Einst waren die Bewohner aus Vallada in der Gegend bekannt für die Herstellung von Holzschuhen (ladinisch: dambre). Es gibt auch ein Lied aus Vallada, das von dieser Tätigkeit erzählt: "Chi da la Valada co le dambre coi rampogn...".